# Metus (prawo rzymskie)
Metus (łac. groźba) – pochodzący z prawa rzymskiego termin oznaczający zastosowanie bezprawnej groźby w celu zmuszenia strony do zawarcia czynności prawnej. Groźba mogła mieć charakter psychiczny lub fizyczny.
W pierwszym przypadku była związana z przymusem psychicznym, który w świetle iuris civilis nie miał żadnego wpływu na ważność czynności prawnej. Prawo pretorskie, młodsze od iuris civilis, uznawało już to za delikt. Poszkodowani mieli możliwość dochodzenia odszkodowania na podstawie tzw. actionis quod metus causa oraz powoływania się w procesie na exceptionem quod metus causa. Dzięki nim ofiara groźby mogła uniknąć odpowiedzialności za niespełnioną, wymuszoną czynność prawną. Poza tym pretor mógł zarządzić in integrum restitutionem propter metum, niwelującą skutki wymuszonej czynności prawnej.
Rzadziej zdarzała się groźba o charakterze fizycznym, związana z zastosowaniem przymusu fizycznego. Zawarta w takich warunkach czynność prawna była wadliwa i nieważna od początku.